# Veauvre
La Veauvre est un cours d'eau français qui coule dans le département de l'Allier. C'est un affluent de la Bouble en rive gauche, donc un sous-affluent de la Loire.

## Géographie
La Veauvre a une longueur de 19,15 kilomètres. Elle prend sa source dans la commune du Theil, à proximité du lieu-dit Larvéron, à une altitude d'environ 415 m, s'écoule vers le sud puis l'est et se jette dans la Bouble, dans la commune de Chareil-Cintrat, à une altitude de 249 m, au pied du château de Chareil-Cintrat.

### Communes traversées
La Veauvre traverse ou borde cinq communes ; de l'amont vers l'aval : Le Theil, Voussac, Fleuriel, Monestier et Chareil-Cintrat.
Elle donne son nom à un ancien fief avec manoir du XVIIe siècle (la Vieille Vauvre) et château du XIXe siècle sur la commune de Fleuriel ; ils dominent le vallon où coule la Veauvre.
Les bassins hydrographiques sont découpés dans le référentiel national BD Carthage en éléments de plus en plus fins, emboîtés selon quatre niveaux : régions hydrographiques, secteurs, sous-secteurs et zones hydrographiques. Le bassin versant de la Veauvre s'insère dans la zone hydrographique « La Bouble du Musant à la Sioule », au sein du bassin DCE plus large « La Loire, les cours d'eau côtiers vendéens et bretons ».

## Gouvernance

### Échelle du bassin
En France, la gestion de l’eau, soumise à une législation nationale et à des directives européennes, se décline par bassin hydrographique, au nombre de sept en France métropolitaine, échelle cohérente écologiquement et adaptée à une gestion des ressources en eau. La Veauvre est sur le territoire du bassin Loire-Bretagne et l'organisme de gestion à l'échelle du bassin est l'agence de l'eau Loire-Bretagne.